# Sahaj Marg
Il Sahaj Marg, o Via naturale, è un sistema derivato dal Raja Yoga (yoga regale).
Il sistema Sahaj Marg insegnato dalla Shri Ram Chandra Mission, associazione fondata da Ram Chandra di Shahjahanpur (noto anche come Babuji 1899-1983) discepolo, prima, e successore, poi, spirituale di Shri Ram Chandra di Fatehgarh, si presenta come l'antico metodo di Raja yoga, modificato per adattarsi alle necessità e alle condizioni della vita contemporanea.
Il Sahaj Marg offre un sistema di crescita spirituale semplice ma efficace, un mezzo per affrontare le difficoltà della vita attraverso la via della scoperta di sé. Integra in modo semplice e naturale le attività mentali e fisiche con i bisogni spirituali, senza forzature. La vita quotidiana, con i suoi impegni familiari, lavorativi e relazionali, costituisce l'ambiente perfetto per la crescita spirituale.